# مارتي غولدن
مارتي غولدن (بالإنجليزية: Martin Golden)‏ هو ضابط شرطة وسياسي أمريكي، ولد في 22 سبتمبر 1950 في الولايات المتحدة. حزبياً، نشط في الحزب الجمهوري. وقد انتخب عضو مجلس ولاية نيويورك.

## وصلات خارجية
- الموقع الرسمي